# أوزي أوزبورن
جون مايكل أوزبورن المعروف باسمه الفني أوزي أوزبورن (بالإنجليزية: Ozzy Osbourne) (3 ديسمبر 1948 – 22 يوليو 2025) كان مغنيًا وكاتب أغاني وشخصية إعلامية إنجليزية. صعد إلى الشهرة خلال السبعينيات كمغني رئيسي لفرقة الهيفي ميتال بلاك سابث، وخلال تلك الفترة تبنى لقب "أمير الظلام".
أصبح أوزبورن عضوًا مؤسسًا في فرقة بلاك ساباث عام 1968، وقدم الغناء الرئيسي من ألبومهم الأول عام 1970 وحتى ألبوم Never Say Die! عام 1978. كانت الفرقة ذات تأثير كبير في تطور موسيقى الهيفي ميتال، لا سيما في إصداراتهم التي نالت استحسان النقاد مثل Paranoid (1970) وMaster of Reality (1971) وSabbath Bloody Sabbath (1973). طُرد أوزبورن من الفرقة عام 1979 بسبب مشاكله مع الكحول والمخدرات. ثم بدأ مسيرته الفردية الناجحة مع ألبوم Blizzard of Ozz عام 1980، وأصدر 13 ألبومًا استوديو، حاز أول سبعة منها على شهادات مبيعات متعددة البلاتين في الولايات المتحدة. عاد للفرقة في عدة مناسبات، من بينها في عام 1997، وساهم في تسجيل ألبومهم الأخير 13 عام 2013، قبل أن يشرعوا في جولة وداع انتهت بعرض عام 2017 في مسقط رأسهم برمنغهام.
باع أوزبورن أكثر من 100 مليون ألبوم، بما في ذلك أعماله الفردية وألبوماته مع بلاك سابث. دخل قاعة مشاهير الروك آند رول كعضو في بلاك سابث عام 2006 وكفنان منفرد في عام 2024. كما كرّم في قاعة مشاهير الموسيقى البريطانية بصفته منفردًا ومع الفرقة عام 2005. حصل على نجوم على ممشى المشاهير في هوليوود وممشى النجوم في برمنغهام. في حفل جوائز جوائز إم تي في الأوروبية للموسيقى لعام 2014، حصل على جائزة الأيقونة العالمية، وفي عام 2015، نال جائزة إيفور نوفيلو لإنجاز العمر من الأكاديمية البريطانية لكتاب الأغاني والملحنين والمؤلفين.
في أوائل العقد الأول من القرن الحادي والعشرين، أصبح أوزبورن نجمًا في تلفزيون الواقع عندما ظهر في برنامج "The Osbournes" على قناة إم تي في إلى جانب زوجته ومديرته شارون وابنيهما كيلي جاك. كما شارك مع جاك وكيلي في مسلسل Ozzy & Jack's World Detour، بالإضافة إلى ظهوره في The Osbournes Want to Believe مع زوجته شارون وابنه جاك.
في 5 يوليو 2025، قدّم أوزبورن عرضه الأخير في حفل Back to the Beginning وسط مشكلات صحية مستمرة، بعدما أعلن في وقت سابق من العام أن هذا سيكون آخر عروضه الحية، رغم نيته مواصلة تسجيل الموسيقى. توفي أوزبورن بعد سبعة عشر يومًا، في 22 يوليو.

## الحياة الشخصية
تزوج أوزبورن مرتين وكان أب لستة أبناء، تزوج للمرة الأولى من رايلي ثيلما وأنجب منها 3 أبناء. ثم تزوج من شارون أوزبورن وانجب منها ثلاثة أبناء. طوال مسيرة طويلة تمتد لأكثر من أربعين عامًا، حققت ألبومات أوزبورن مبيعات وصلت إلى 100 مليون نسخة نتيجة عمله مع فرقة بلاك سابث وألبوماته المنفردة معاً. وفقاً لمجلة ذا رتيشيست، قدرت ثروته بمائتين وعشرين مليون جنيه إسترليني حصل عليها من الجولات الغنائية ومن مبيعات الألبومات وتسجيل البرامج التلفزيونية.

## مسيرته الفنية

### بلاك سابث
في أواخر عام 1967، شكل جيزر باتلر فرقته الأولى «رير بريد»، واستعان بأوزبورن ليكون المغني. قدمت الفرقة عرضين فقط ثم تفككت. أعاد أوزبورن وباتلر الانضمام معًا في فرقة أخرى تُسمى «بولكا تولك بلوز»، وضمت عازف الغيتار توني أيومي وعازف الطبول بيل وارد، وكانت فرقتهما السابقة «ميثولوجي» قد تفككت مؤخرًا. غيروا اسم الفرقة إلى «إيرث»، لكن بعد أن حُجزوا عن طريق الخطأ لإحياء عرض بدلًا من فرقة أخرى تحمل الاسم نفسه، قرروا تغيير الاسم مرة أخرى، واستقروا على «بلاك سابث» في أغسطس 1969. استُلهم الاسم من فيلم يحمل العنوان نفسه. لاحظ أعضاء «بلاك سابث» أن الناس يستمتعون بالشعور بالخوف خلال عروضهم، فألهمهم ذلك بتقديم نمط موسيقي ثقيل قائم على البلوز، مشبع بالأصوات القاتمة والكلمات الكئيبة. في أثناء تسجيل ألبومهم الأول، قرأ باتلر كتابًا عن السحر، ثم استيقظ ليجد هيئة مظلمة واقفة عند طرف سريره. أخبر باتلر أوزبورن بذلك، فكتب الاثنان معًا كلمات أغنية «Black Sabbath»، وكانت أولى أغانيهم التي تتخذ منحًى أكثر ظلمة.
استثمرت شركة التسجيل الأمريكية الخاصة بالفرقة «وارنر برذرز ريكوردز» فيها استثمارًا متواضعًا فقط، إلا أن «بلاك سابث» حققت نجاحًا سريعًا ومتواصلًا. استند هذا النجاح إلى عزف توني أيومي على الغيتار، وكلمات جيزر باتلر، والإيقاعات القاتمة التي أبدعها بيل وارد على الطبول، والتي توجها الأداء الغنائي الغريب لأوزبورن. نال ألبومهم الأول «Black Sabbath» والثاني «Paranoid» نجاحًا تجاريًا كبيرًا، وحظيا بقدر واسع من البث الإذاعي. مع ذلك، أشار أوزبورن إلى أن «الفرقة في تلك الأيام لم تكن تحظى بشعبية كبيرة لدى النساء». في تلك الفترة تقريبًا، التقى أوزبورن لأول مرة بزوجته المستقبلية شارون أردن. وبعد النجاح غير المتوقع لألبومهم الأول، بدأت «بلاك سابث» تفكر في تعيين والدها، دون أردن، مديرًا جديدًا لهم، وكانت شارون تعمل حينها موظفة استقبال في مكتب والدها. اعترف أوزبورن بأنه شعر بانجذاب فوري نحوها، لكنه ظن أنها «ربما رأتني مجنونًا». لاحقًا، ذكر أوزبورن أن أفضل ما في تعيين دون أردن مديرًا للفرقة هو أنه كان يرى شارون بانتظام، رغم أن علاقتهما في تلك المرحلة اقتصرت على الجانب المهني فقط.
بعد خمسة أشهر فقط من إصدار ألبوم «Paranoid»، طرحت الفرقة ألبوم «Master of Reality». بلغ الألبوم قائمة العشرة الأوائل في كل من الولايات المتحدة والمملكة المتحدة، ونال شهادة الأسطوانة الذهبية خلال أقل من شهرين. وفي الثمانينيات، حصل على شهادة الأسطوانة البلاتينية، ثم حقق مرتبة الأسطوانة البلاتينية المزدوجة في أوائل القرن الحادي والعشرين. لم تحظَ المراجعات النقدية للألبوم بقدر من الإيجابية. فقد عُرف ليستر بانغز، من مجلة «رولينغ ستون»، بانتقاده اللاذع لألبوم «Master of Reality»، إذ وصفه بأنه «ساذج، بسيط، متكرر، محض هراء»، رغم أن المجلة نفسها صنفته لاحقًا في المرتبة 298 ضمن قائمتها لأعظم 500 ألبوم في التاريخ، التي نُشرت عام 2003.
في سبتمبر 1972، أصدرت فرقة «بلاك سابث» ألبوم «Black Sabbath Vol. 4». قوبل الألبوم بالاستهجان من قبل النقاد. ومع ذلك، حصل على شهادة الأسطوانة الذهبية خلال أقل من شهر، وكان رابع ألبوم على التوالي للفرقة يبيع أكثر من مليون نسخة في الولايات المتحدة. في نوفمبر 1973، أصدرت الفرقة ألبوم «Sabbath Bloody Sabbath»، الذي نال استحسانًا نقديًا واسعًا. للمرة الأولى، تلقت الفرقة مراجعات إيجابية في الصحافة السائدة، إذ وصفه غوردون فليتشر من مجلة «رولينغ ستون» بأنه «عمل جذاب للغاية» و«نجاح كامل بكل المقاييس». وبعد عقود، اعتبره إدواردو ريفادافيا من موقع AllMusic «تحفة فنية لا غنى عنها في أي مجموعة لموسيقى الهيفي ميتال»، مشيرًا أيضًا إلى أن الفرقة أظهرت «إحساسًا متجددًا بالدقة والنضج». شكل الألبوم خامس عمل متتالٍ للفرقة يحقق مبيعات البلاتين في الولايات المتحدة. صدر ألبوم «Sabotage» في يوليو 1975، وحظي بدوره بمراجعات إيجابية، إذ ذكرت مجلة «رولينغ ستون» أن «Sabotage ليس فقط أفضل ألبوم لبلاك سابث منذ Paranoid، بل قد يكون أفضل ألبوماتهم على الإطلاق». في مراجعة لاحقة، جاء تقييم موقع AllMusic أقل إيجابية، مشيرًا إلى أن «الكيمياء السحرية التي جعلت ألبومات مثل Paranoid وVolume 4 مميزة للغاية بدأت بالتلاشي». أما ألبوم «Technical Ecstasy»، الذي صدر في 25 سبتمبر 1976، فقد تلقى تقييمات متباينة، إذ منحه موقع AllMusic نجمتين، مشيرًا إلى أن الفرقة كانت «تتفكك بوتيرة مقلقة».

## الوفاة
توفّي أوزي أوزبورن في 22 يوليو 2025، عن ستة وسبعين عاماً.

## روابط خارجية
- أوزي أوزبورن على موقع IMDb (الإنجليزية)
- أوزي أوزبورن على موقع ميتاكريتيك (الإنجليزية)
- أوزي أوزبورن على موقع الموسوعة البريطانية (الإنجليزية)
- أوزي أوزبورن على موقع روتن توميتوز (الإنجليزية)
- أوزي أوزبورن على موقع قاعدة بيانات الأفلام العربية
- أوزي أوزبورن على موقع ألو سيني (الفرنسية)
- أوزي أوزبورن على موقع ميوزك برينز (الإنجليزية)
- أوزي أوزبورن على موقع رولينغ ستون (الإنجليزية)
- أوزي أوزبورن على موقع أول موفي (الإنجليزية)
- أوزي أوزبورن على موقع قاعدة بيانات الأفلام السويدية (السويدية)